# Guareí
Guareí é um município que se localiza ao sul do estado de São Paulo. Sua população estimada em 2004 era de 11.083 habitantes.

## Toponímia
Com relação ao nome existem duas versões: a primeira é a tradução do tupi "guará-y", que significa Rio Guará (rio do lobo brasileiro); e a segunda é "guari-y" (o rio dos macacos). Por tradição local o primeiro significado é o reconhecido.

## História
Johann Momberg, Gaspar Estanagel, Philippe Jacob e Henrique Wietes tinha intenção de formar um povoado, só que para isso precisaram enfrentar alguns obstáculos. O lugar que queriam já tinha dono. Mas foi com a força de um povo acostumado a lutar que os amigos atingiram o objetivo.
Em 1827, se instalaram na confluência do ribeirão Guarda-Mor com o rio Guareí, nas propriedades de Elias Ayres do Amaral. No local, levantaram uma capela, em louvor a São João Batista, construíram um cemitério e diversas casas.
Mas o fazendeiro, até então dono da área usada por eles, não estava satisfeito e chegou a determinar a seus escravos a derrubada do cruzeiro erguido pelos posseiros. A tentativa do coronel foi em vão. A Justiça ficou a favor dos colonos. Em 26 de abril de 1865 determinou a desapropriação das terras para a Capela de São João Batista de Guareí.
Guareí foi elevada a município, porém a economia, baseada na agricultura e pecuária, não foi suficiente para manter essa condição, por isso em 1934 o município de Guareí foi extinto. Dois anos depois, teve, no entanto, sua condição municipal reassegurada.

### Formação territorial-administrativa
Histórico da formação do município:
- Antigo povoado de São João Batista de Guareí.
- Freguesia criada no município de Itapetininga pela Lei nº 14, de 9 de março de 1871.
- Cidade criada pela Lei nº 9, de 16 de março de 1880.
- Município reconduzido à categoria de distrito, incorporado ao município de Tatuí, com a denominação de Guareí, pelo Decreto nº 6.530, de 3 de julho de 1934.
- Município novamente criado pela Lei nº 2.695 de 5 de novembro de 1936

## Geografia
Localiza-se a uma latitude 23º22'22" sul e a uma longitude 48º11'03" oeste, estando a uma altitude de 635 metros. Possui uma área de 566.260 km². O clima predominante é Subtropical úmido.

## Infraestrutura

### Comunicações
O sistema de telefones automáticos foi inaugurado na cidade em 1977 pela Telecomunicações de São Paulo (TELESP), que também implantou o sistema de discagem direta à distância (DDD) em 1983 com o código de área (0152). Anteriormente a cidade era atendida pela Companhia de Telecomunicações do Estado de São Paulo (COTESP).
Na década de 90 o código DDD da cidade foi alterado para (015), para padronização do sistema telefônico com a telefonia celular que estava sendo implantada em todo o estado.

## Cultura e lazer
A cidade de Guareí possui na sua cultura, entre outras coisas, a Festa de São João Batista, padroeiro da cidade (ocorre por volta do dia 24 de junho, Dia de São João), a cidade recebe inúmeras barraquinhas que formam uma feira em torno da praça da cidade. Comes e bebes são garantidos. Entre eles, os tradicionais bolinho de frango e o praticamente exclusivo bolinho de milho.
Outro marco importante da cidade são os tradicionais jogos carnavalescos 'Verde e Vermelho'. Realizados a muitas décadas, pelo depoimento de anciãos da cidade, a tradição iniciou-se a mais de 80 anos atrás.
Ocorre sempre no fim de semana de Carnaval. Duas equipes de moradores da cidade dividem-se entre Verde e Vermelho, dividindo também a torcida da cidade toda. Os jogos iniciam-se na sexta-feira, a vitória garante 3 pontos, o empate 1 ponto. Em caso de vitória da mesma equipe na sexta e no sábado, os jogos já possuem um campeão. Caso contrário, a grande decisão ocorre no domingo de Carnaval.
Os jogos são disputados até hoje no Estádio Municipal Hideraldo Nolasco de Oliveira, e também no Campo do Bairro da Vitória, onde iniciou-se a tradição. Em 2019, o Vermelho sagrou-se Bi Campeão nos pênaltis, na terceira tarde na cidade. Já na Vitória, o Verde conseguiu o Tri Campeonato somente em 2 tardes. De acordo com moradores antigos da cidade, o Verde possui vantagem no retrospecto histórico.

## Religião
O Cristianismo se faz presente na cidade da seguinte forma:

### Igreja Católica
- A igreja faz parte da Diocese de Itapetininga.[11]

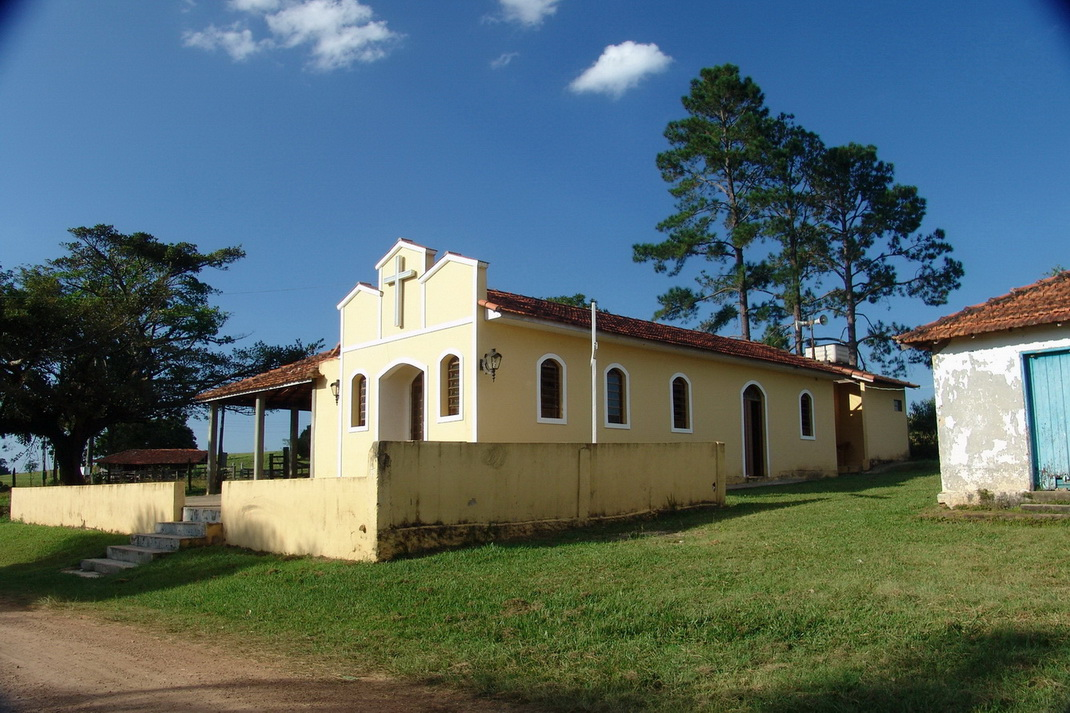
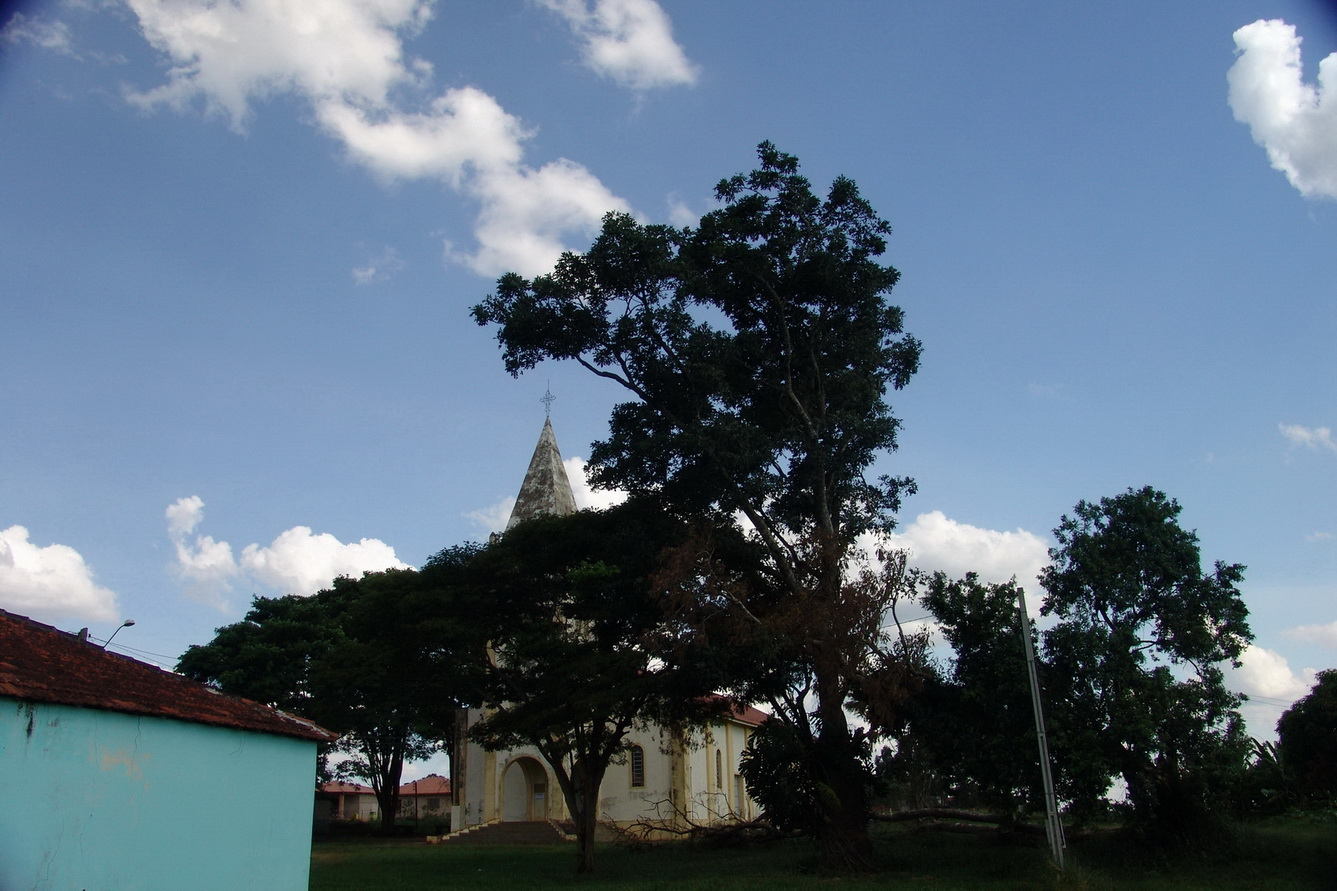
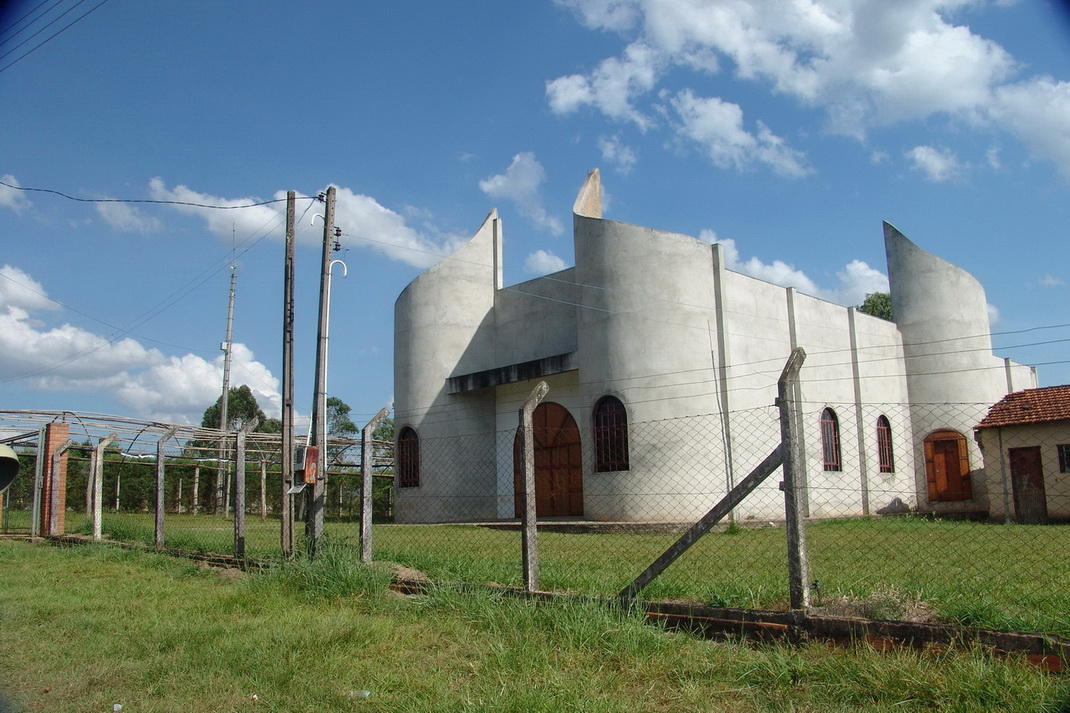

### Igrejas Evangélicas
Entre as igrejas protestantes históricas, pentecostais e neopentecostais, encontram-se na cidade:
- Assembleia de Deus Ministério do Belém.[14][15]
- Congregação Cristã no Brasil.[16]